# Kaiyuan (Liaoning)
Kaiyuan is een stad in de provincie Liaoning van China. Kaiyuan is de zetel van het arrondissement Kaiyuan. Kaiyuan ligt in de prefectuur Tieling. 
De stad heeft 132.481 inwoners (1999).